# San Germano Vercellese
San Germano Vercellese – miejscowość i gmina we Włoszech, w regionie Piemont, w prowincji Vercelli.
Według danych na rok 2004 gminę zamieszkiwało 1812 osób, 60,4 os./km².